# Santa Maria de les Feixes
Santa Maria de les Feixes és una ermita barroca situada al terme municipal de Cerdanyola del Vallès (Vallès Occidental), en el Camí de Can Catà. S'hi celebra un aplec anual el dia de Sant Felip. Actualment és una propietat privada i el seu estat de conservació actual no és gaire bo, però durant el 2007 es va iniciar un projecte de restauració. Un cop finalitzada la restauració l'ermita passarà a formar part del Museu de Cerdanyola i es faran visites concertades un cop al mes. És una obra inclosa en l'Inventari del Patrimoni Arquitectònic de Catalunya.

## Descripció
Ermita de petites dimensions de planta de creu llatina i amb coberta de teula a doble vessant. Al davant hi ha un atri al qual s'accedeix per un arc apuntat; a les bandes trobem tres arcs rebaixats i dos pilars amb capitells a cada costat. A dins hi ha dos bancs d'obra. La façana de l'atri i el campanar són coronats per frontons corbs típics del barroc. A la façana de l'ermita hi ha un ull de bou i un òcul el·líptic. A l'interior, la nau central està coberta amb voltes de canó amb llunetes i arcs torals recolzats sobre una cornisa amb mènsules decorades amb motius vegetals i volutes. Les parets són arrebossades i pintades imitant carreus de pedra, tant a l'exterior com a l'interior, i amb arrambadors pintats, a l'interior. Dues obertures de pedra motllurada comuniquen la nau central amb les capelles laterals. L'estat actual és pràcticament ruinós.

## Història
Santa Maria depenia de la parròquia de Sant Iscle i Santa Victòria de les Feixes. Podria ser originàriament romànica però no està documentada fins al S. XIV. Concretament se sap que el 1316 i 1380 es van construir dos nous altars. El 1654 la finca de can Canaletes, a la qual pertany la capella, va passar en herència a Isidre Bisbe Vidal, de la companyia de Jesús. El 1767 els jesuites foren expulsats d'Espanya i la capella es va vendre en subhasta pública el 1770, i fou reconstruïda segons consta en una làpida. El juliol de 1936 va patir un incendi i es destruí l'altar. En aquest indret hi havia un projecte de construir un camp de golf. A la riera de Sant Cugat entre el torrent de Canaletes i l'ermita de les Feixes, s'han trobat restes arqueològiques que indiquen que es tracta d'un indret ocupat des de molt antic: materials de l'edat del bronze i restes ibèriques relacionades amb el poblat del Turó de ca n'Olivé. També hi ha restes d'una vila romana a la vora. Per conèixer dades de l'edifici anterior a 1779 caldria fer excavacions.